# Небојша Гајтановић
Небојша Гајтановић (Рашка, 24. фебруар 1970) српски је књижевник и новинар. Поезија му је превођена на словеначки језик. Члан је Удружења књижевника Србије (УКС) од 1995. године. Аутор је близу хиљаду новинских наслова.
Аутор је књига поезије:
- Кућа насред ветрометине (1992)
- Жуч, грч и медовина (1993)
- Сунце из пепела (1994)
- С друге стране светлости (1996)
- Снег у души (1998)
- Мелодија паучине (2000)
- Траг рибе у води (2002)
- Ноћна берба кајсија (2003)
- Бивши свет (2005)
- Поглед са звездарнице (2007)
- Круг и тачка (2009)
- Чекаоница (2014)
- Путем за јагњетом (2017)
- Тишине небеске (2021)
- Траг рибе у води (2023, друго издање)
- Светлиште (2024)